# Helmut Baudach
Heinz-Helmut Baudach (ur. 7 września 1918 w Quirl, zm. 22 lutego 1945 w okolicach Schönwalde) – niemiecki as myśliwski z okresu II wojny światowej. Odniósł 21 zwycięstw powietrznych, w tym zestrzelił 4 czterosilnikowe bombowce. Pięć zwycięstw odniósł pilotując myśliwiec odrzutowy Messerschmitt Me 262. 
22 lutego 1945 został zestrzelony w pobliżu Schönwalde lecąc Me 262 A-1a (W.Nr. 110 781). Wyskoczył na spadochronie, ale uderzył głową w ogon samolotu i zmarł następnie z powodu ran.